# Tamka
Tamka (deutsch Matthiasinsel) ist eine der kleineren Oderinseln in der Altstadt Breslaus. Sie ist auf der Höhe des früheren Matthias-Gymnasiums und heutigen Ossolineums über die Matthiasbrücke (most Świętego Macieja) mit der Altstadt verbunden. Bei einer Länge von 170 m und einer Breite von bis zu 50 m beträgt die Fläche der Insel weniger als einen halben Hektar. Vom Oderufer ist sie nur wenige Meter entfernt. Zwischen Tamka und der Insel Wyspa Daliowa („Dahlieninsel“) befindet sich das Matthiaswehr.

## Geschichte
Schon im 13. Jahrhundert gab es auf der Insel eine Wassermühle. 1534 wurde hier eine Wasserkunst errichtet, die Matthiaskunst, die Breslau mit Wasser aus der Oder versorgte. Sie brannte 1825 ab, wurde aber bereits im folgenden Jahr wieder aufgebaut und mit einer Dampfmaschine ausgestattet.
1783 bekam Breslau nach Mannheim (1777) und Wien (1881) eine der ersten Badeanstalten in Deutschland. Noch vor dem Ende des 18. Jahrhunderts kam eine zweite auf der Matthiasinsel hinzu. Sie bestand aus drei Badeflößen und einem Gebäude für Warmbäder, Schwitzbäder, Duschen und galvanische Bäder. 1841 gab es auf der Insel zwei Badeanstalten – das Lindersche Wannen- und Flussbad sowie das Kallenbachsche Flussbad. Kallenbach hatte hier auch einen Turnsaal errichten und einen Sommerturnplatz anlegen lassen.
Ab 1897 verlegte Julius Franz, der Direktor der Sternwarte im Mathematischen Turm der Universität, den Ort für seine Beobachtungen auf die Matthiasinsel, um den Störungen in der Innenstadt zu entgehen.  Erst am Ende der 1920er Jahre ließ Alexander Wilkens einen neuen Beobachtungspavillon im Scheitinger Park bauen.
1906 ließ sich die Schlesische Gesellschaft für vaterländische Kultur im Südosten der Matthiasinsel ein neues Gesellschaftshaus nach Plänen des Berliner Architekten Rudolf Zahn errichten. Es wurde am 27. Oktober 1907 eingeweiht. Auf dem westlichen Teil der Matthiasinsel befand sich 1932 das Städtische Jugendheim.
Nach 1945 erhielt die Insel ihren heutigen Namen. Die beiden Gebäude waren im Krieg beschädigt worden. Das Gesellschaftshaus wurde von der Medizinischen Akademie, der heutigen Medizinischen Universität Breslau, übernommen, das Jugendheim nach seinem Wiederaufbau in den 1970er Jahren von der Fakultät für Chemie der Universität Breslau. Die Häuser inklusive den Grundstücken wurden 2015 bzw. 2016 für zusammen fast 20 Millionen Złoty an die in Łódź ansässige Gesellschaft Tamka Investments verkauft, der somit die gesamte Insel gehört.